# An Interview with H.R.H. the Princess of Wales
An Interview with H.R.H. the Princess of Wales ist ein britischer Dokumentarfilm vom Sender BBC. Der Fernsehfilm wurde am 20. November 1995 im Rahmen der Fernsehreihe Panorama auf BBC One ausgestrahlt.

## Inhalt
In dem dokumentierten Interview stellte sich Prinzessin Diana den Fragen des Reporters Martin Bashir.
Prinzessin Diana sprach über ihre frühen Erwartungen an die Ehe und wie sie angesichts der Scheidung ihrer eigenen Eltern „verzweifelt wollte, dass es funktioniert“. Die ständige Präsenz der Medien und deren Fokus auf sie führte dazu, dass sie sich selbst als „gutes Produkt wahrnahm, das im Regal sitzt...und die Leute machen eine Menge Geld aus dir“. Der Effekt der ersten Reise nach Australien und Neuseeland 1983 war, dass sie als „...eine andere Person zurückkehrte, ich ließ das Pflichtgefühl los...und die anspruchsvolle Rolle, in der ich mich jetzt befand“. Sie fühlte sich unwohl dabei, im Mittelpunkt der Aufmerksamkeit zu stehen und hatte eine Affinität zu Menschen gefunden, die „von der Gesellschaft abgelehnt“ worden waren.
Diana sagte, dass sie bei ihrer Schwangerschaft mit William eine enorme Erleichterung verspürt habe, aber dass sie danach unter postnatalen Depressionen litt, was dazu führte, dass sie von Anderen als labil und psychisch unausgeglichen abgestempelt wurde. Sie begann daher, sich selbst zu verletzen und wurde bulimisch, beides intensivierte sich, nachdem Charles seine Beziehung mit Camilla Parker Bowles wieder aufgenommen hatte. Sie bemerkte berühmt, in Bezug auf die Beziehung ihres Mannes mit Parker Bowles, dass „es drei von uns in dieser Ehe gab“. Diana fühlte sich gezwungen, ihre Rolle als Princess of Wales zu erfüllen, und ihr Verhalten hatte Freunde von Charles dazu veranlasst, anzudeuten, „dass ich wieder labil und krank war und in eine Art Heim gesteckt werden sollte...ich war fast eine Peinlichkeit“.
Sie behauptete, dass sie Andrew Morton nie getroffen habe, aber dass sie ihren Freunden erlaubte, mit ihm zu sprechen. Sein darauffolgendes Buch Diana: Her True Story führte dazu, dass das Paar einer rechtlichen Trennung zustimmte. Diana bestätigte die Richtigkeit der Squidgygate-Tonbänder eines Telefongesprächs, das sie mit James Gilbey führte; sie bestritt jedoch die Vorwürfe, eine Affäre mit ihm zu haben. Diana sagte, dass sie sich als getrennt lebende Ehefrau des Prince of Wales in einer einzigartigen Position befand und dass sie „bis zum Ende kämpfen würde, weil ich eine Rolle zu erfüllen habe und zwei Kinder zu erziehen habe“. Sie bestätigte ihre außereheliche Affäre mit James Hewitt und war verletzt über seine Mitarbeit an einem Buch über ihre Beziehung. Diana sprach über ihre Schwierigkeiten, mit der ständigen Aufmerksamkeit der Medien zurechtzukommen, die sie als „missbräuchlich und ... Belästigung“ bezeichnete.
Diana sprach von ihrem Wunsch, Botschafterin für das Vereinigte Königreich zu sein. Über die Zukunft der Monarchie sagte sie: „Ich denke, dass es ein paar Dinge gibt, die sich ändern könnten, die diese Zweifel und die manchmal komplizierte Beziehung zwischen Monarchie und Öffentlichkeit lindern würden. Ich denke, sie könnten Hand in Hand gehen, anstatt so distanziert zu sein“. Sie erwähnte, William und Harry Obdachlosenprojekte zu zeigen und Menschen zu treffen, die an AIDS sterben. Diana sagte, es sei nicht ihr Wunsch, sich scheiden zu lassen, aber sie glaube nicht, dass sie jemals Königin werden würde oder dass viele Menschen sie als Königin haben wollten; sie wolle jedoch eine „Königin der Herzen der Menschen sein, in den Herzen der Menschen“.
Sie hatte das Gefühl, dass das Königshaus sie als „eine Art Bedrohung“ ansah, aber dass „jede starke Frau in der Geschichte einen ähnlichen Weg gehen musste, und ich denke, es ist die Stärke, die die Verwirrung und die Angst verursacht“. Auf die Frage, ob der Prince of Wales jemals König werden würde, sagte Diana: „Ich glaube nicht, dass irgendjemand von uns die Antwort darauf kennt. Und offensichtlich ist es eine Frage, die in jedermanns Kopf herumschwirrt. Aber wer weiß, wer weiß, was das Schicksal hervorbringen wird, wer weiß, was die Umstände hervorrufen werden?“ und dass „es immer einen Konflikt mit ihm zu diesem Thema gab, wenn wir darüber diskutierten, und ich verstand diesen Konflikt, denn es ist eine sehr anspruchsvolle Rolle, Fürst von Wales zu sein, aber es ist eine ebenso anspruchsvolle Rolle, König zu sein.“

## Produktion
Die Aufnahmen fanden am 5. November 1995 im Kensington Palace statt. Das Interview soll vier Stunden angedauert haben.
Insgesamt antwortete Diana in dem Interview auf 143 Fragen von Martin Bashir, fünfmal sind es zwei Fragen hintereinander. Die Fragen soll sie zuvor nicht gekannt haben, allerdings waren ihr die vom Interview umfassten Themenbereiche nur zu bewusst. Die einzige Bedingung von Diana war, dass nur sie selbst Königin Elisabeth II. über das Interview informieren durfte, das sie gegeben hatte.

## Auswirkungen
Wenige Wochen nach der Ausstrahlung des Interviews sandte Königin Elisabeth II. je einen handgeschriebenen Brief an Diana und Charles, in dem sie zu einer Scheidung riet:

“I have consulted with the Archbishop of Canterbury and with the prime minister and, of course, with Charles, and we have decided that the best course for you is divorce”

„Ich habe mich mit dem Erzbischof von Canterbury und mit dem Premierminister und selbstverständlich mit Charles beraten, und wir haben entschieden, dass die beste Lösung für euch die Scheidung ist“

## Einschaltquote
Im britischen Fernsehen erreichte die Panorama-Folge mit dem Interview den Spitzenwert von 22,8 Millionen Zuschauern. Weltweit wurde die Sendung in über 100 Ländern ausgestrahlt und von etwa 200 Millionen Zuschauern gesehen.

## Betrug durch Reporter und BBC
25 Jahre nach Ausstrahlung des 1995 geführten Interviews mit Prinzessin Diana wurden 2020 Vorwürfe laut, Bashir habe sich das Interview mithilfe gefälschter Dokumente erschlichen, laut Dianas Bruder Charles Spencer unter anderem mit gefälschten Kontoauszügen. Diese sollten belegen, Palastmitarbeiter seien dafür bezahlt worden, Informationen über die britische Kronprinzessin preiszugeben. Nur dadurch soll Prinzessin Diana zu dem Interview bereit gewesen sein. Zudem hätten führende BBC-Manager im Anschluss an das Interview versucht, diesen Betrug zu vertuschen.
Die BBC gab Ende 2020 eine unabhängige Untersuchung bei dem Right Hounourable Lord Dyson, ehemaliger Master of the Rolls, in Auftrag. Sie gab dabei bekannt, über eine handschriftliche Originalnotiz von Diana zu verfügen. Darin gebe sie an, dass die (gefälschten) Dokumente keine Rolle für ihre Entscheidung gespielt hätten, dem Sender ein Interview zu geben. Die Untersuchung dauerte etwa sechs Monate an und kam im Mai 2021 zu dem Ergebnis, dass die Vorwürfe des Betrugs zutreffen. Daraufhin gab BBC-Chef Tim Davie in einem Statement bekannt: „Während die BBC die Uhr nach einem Vierteljahrhundert nicht mehr zurückdrehen kann, können wir uns nur vollständig und bedingungslos entschuldigen.“ Zuvor teilte die BBC bereits mit, dass Bashir aus gesundheitlichen Gründen die BBC verlässt.
Nach Bekanntwerden des Untersuchungsberichtes schrieben Prinz William und Prinz Harry den Medien eine Mitverantwortung für Prinzessin Dianas Tod zu. „Der Welleneffekt einer Kultur der Ausbeutung und der unethischen Praktiken hat sie letztendlich das Leben gekostet“, sagte Prinz Harry. Prinz William sagte, das Interview habe einen „wesentlichen Beitrag“ dazu geleistet, dass sich die Beziehung seiner Eltern verschlechtert habe. „Es ist meine Sicht, dass die betrügerische Weise, in der das Interview zustande kam, substanziell beeinflusst hat, was meine Mutter sagte.“